# کنگرلو (زنجان)
کنگرلو (زنجان)، روستایی از توابع بخش زنجانرود شهرستان زنجان در استان زنجان ایران است.

## جمعیت
این روستا در دهستان غنی‌بیگلو قرار دارد و نام این روستا کنگرلو است و براساس سرشماری مرکز آمار ایران در سال ۱۳۸۵، جمعیت آن ۱۹۸ نفر (۳۸خانوار) بوده‌است.اکثر خانوادگی اهالی این روستا محمدی است و بزرگ خاندان احمد محمدی است.